# 志摩夕里加
DJ SHIMA☆YURI（ディージェイ シマユリ、1986年11月8日 - ）は、プラチナムプロダクションに所属する日本の女性DJである。
埼玉県狭山市出身。過去に志摩夕里加という名前でレースクイーンや自動車系イベントのイメージガールなどを行っていた。

## 略歴
2003年
- ミス・アクション『Sound Conntesut 03』U-17部門準グランプリを受賞。

2006年
- SUPER GT『ZENT sweeties』としてレースクイーン活動を開始。
- 同年、『HERO'S』2006ラウンドガールを務める。

2007年
- オートサロンイメージガール『A-class』メンバーになる。
- 同年、鈴木礼央奈、佐藤里香（現：さとう里香）と共にSUPER GTイメージガール『Shiny』としてユニット活動を行う。この年の5月26日 - 27日に開催された札幌オートサロンではA-classとShinyの2ユニットで同時出演を果たしている。

2008年
- オートサロンイメージガール『A-class』に2年連続で選ばれる。
- 4月、東京ヤクルトスワローズのパフォーマンスユニット『DDS』のメンバーに就任。また、同ユニットから派生したグループ『DAD'S』として同年8月19日にCDをリリースしている。

2009年
- 3月21日公開の日本映画『昴-スバル-』で端役ながらも映画初出演を果たす。
- 4月、DDSの後継ユニット『Swallows Wings』に引き続き参加する。
- 8月21日、それまで事務所内で立ち上げていたブログをAmebaに移転する。

2010年
- 5月、『DJ SHIMA☆YURI』として都内のクラブでDJデビュー。その後、女性音楽ユニット『Sweet Licious』のバックDJも務めるようになり“美人すぎるDJ”として注目される。

2012年
- 2月8日、自身が手掛けたMIX-CDアルバム『Lovely Kiss mixed by DJ SHIMA☆YURI』をキングレコードよりリリース[2]。

2013年
- 7月10日、MIX-CDアルバム第2弾『Lovely Kiss 2 mixed by DJ SHIMA☆YURI with Go Go Friends』をキングレコードよりリリース[3]。

2014年
- 6月25日、MIX-CDアルバム第3弾『Lovely Kiss 3 mixed by DJ SHIMA☆YURI with Go Go Friends』をキングレコードよりリリース[4]。

2015年
- 6月10日、MIX-CDアルバム第4弾『Venus Kiss mixed by DJ SHIMA☆YURI』を日本クラウンよりリリース[5]。

## 人物
- 特技：クラシックバレエ、ダンス
- 好きな色：オレンジ、黒、白、青
- 5歳下の弟がいる[1]。

### エピソード
- 今までユニットのメンバーとしてCDをリリースしているが、ユニット内ではほとんどダンス担当である。
- 鈴木礼央奈とは非常に仲が良く、鈴木が事務所を離れた現在も交流が深い。また、ZENT sweetiesやA-classで一緒だった村岡沙耶香とも仲が良いことをブログで明かしている。
- 『スワローズCafe』の出演回数はDDSメンバーの中で最も多かった。
- 一時期、DDSやスワウィンで一緒だった矢島ゆかりと柴原麻衣と共に「44舞」というユニットを組んでライブに出演したことがあった。

## 作品

### CD
1. Lovely Kiss mixed by DJ SHIMA☆YURI（2012年2月8日、キングレコード）
2. Lovely Kiss 2 mixed by DJ SHIMA☆YURI with Go Go Friends（2013年7月10日、キングレコード）
3. Lovely Kiss 3 mixed by DJ SHIMA☆YURI with Go Go Friends（2014年6月25日、キングレコード）
4. Venus Kiss mixed by DJ SHIMA☆YURI （2015年6月10日、日本クラウン）

### DVD
- しまゆり劇場（2006年2月20日、ラインコミュニケーションズ）[6]
- Strike（2008年5月21日、マジカル）

### 参加作品（CD）
| ユニット名 | タイトル                                               | レーベル        | 発売日         | 曲名              |
| ---------- | ------------------------------------------------------ | --------------- | -------------- | ----------------- |
| A-class    | TOKYO AUTOSALON 2007 presents EVOLUTION #03            | avex trax       | 2006年12月13日 | Rainbow           |
| A-class    | TOKYO AUTOSALON 2008 presents EVOLUTION #04            | avex trax       | 2007年12月26日 | Don't Make Me Cry |
| Shiny      | SUPER EUROBEAT presents SUPER GT 2007 ～FIRST ROUND～  | avex trax       | 2007年5月2日   | FOREVER STAR☆     |
| Shiny      | SUPER EUROBEAT presents SUPER GT 2007 ～SECOND ROUND～ | avex trax       | 2007年9月5日   | SHINY IN THE SKY  |
| DAD'S      | Love in the Paradise / Swarrows Paradise               | Brand-New Music | 2008年8月19日  |                   |

※太字はミュージック・ビデオ（MV）が制作されている楽曲。

## 出演

### テレビドラマ
- 『心霊探偵 八雲』（テレビ東京） - 婦警の瞳役
- 『着信アリ』（テレビ朝日）- 井上舞役
- 『女子アナ一直線!』（テレビ東京）-　巻シズカ役
- 『ファースト・キス』（フジテレビ）
- 『1ポンドの福音』（日本テレビ）

### バラエティ
- 『OUT★PUT』（テレビ東京）
- 『(株)アイドル芸能社』（BS-i）
- 『情報発信塾アイドル ☆レボリューション』（テレビ神奈川）
- 『ぴーかんバディ!』（TBS）
- 『女優魂』（中京テレビ）
- 『SMAP×SMAP』（フジテレビ）
- 『スワローズCafe』（フジテレビ）

### 映画
- 『昴-スバル-』（2009年・ワーナー・ブラザース）- バレエスクールの生徒役

### 舞台
- 『東京俳優市場2008春“Re.”』（2008年4月1日 - 2日・南青山MANDARA）

### PV
- Sweet Licious『The Other Side of Love』[7]（2011年）
- Sweet Licious『Winter Kiss～冬がくれたラブストーリー～』（2011年） - 中村アン、塩口量平、林弓束も出演[8]
- jyA-Me『White Sweet Love feat.CLIFF EDGE』（2012年） - 間宮梨花、星あやも出演[9][10]

## ユニット活動
- オートサロンイメージガール「A-class」（2007年～2008年）
- SUPER GTイメージガール「Shiny」（2007年）
- 東京ヤクルトスワローズパフォーマーユニット「DDS」⇒「Swallows Wings」（2008年～2009年）